# Paprikapoeder

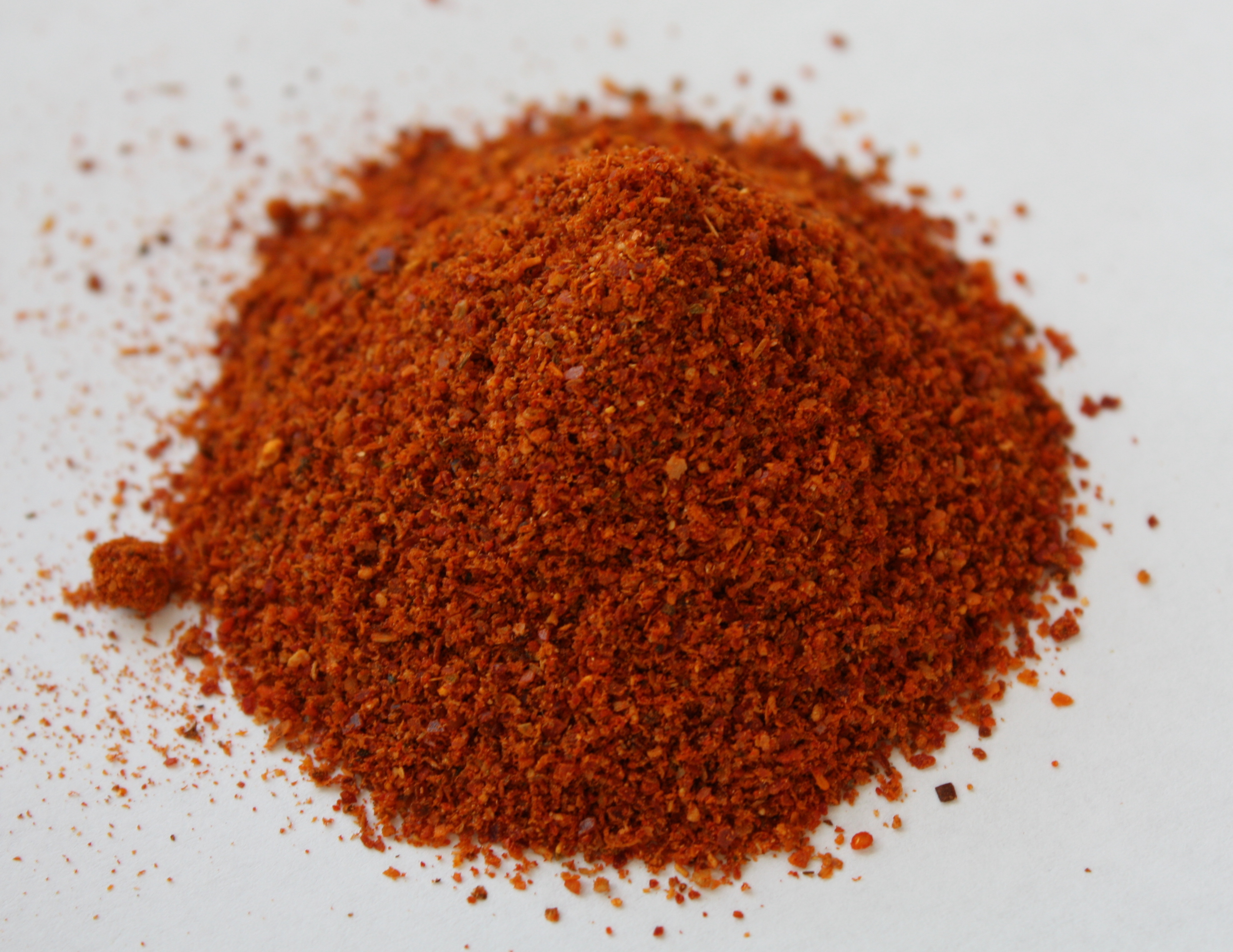
Paprikapoeder

Paprikapoeder wordt gemaakt van gedroogde en/of gerookte gemalen paprika’s. Dit zijn niet de bekende blokvormige paprika’s, maar een speciale soort puntige pepers die 12 tot 15 cm lang worden en die hun smaak alleen goed ontwikkelen in een vrij warm en droog klimaat. Vaak wordt een ras van dezelfde soort als de Spaanse peper gebruikt, die milder van smaak is. Hoe lichter de paprika's van kleur zijn, hoe beter de kwaliteit van het poeder wordt. Vers paprikapoeder is diep- tot helderrood; wanneer het poeder veroudert en zijn smaak verliest, verkleurt het naar lichtbruin.

## Herkomst

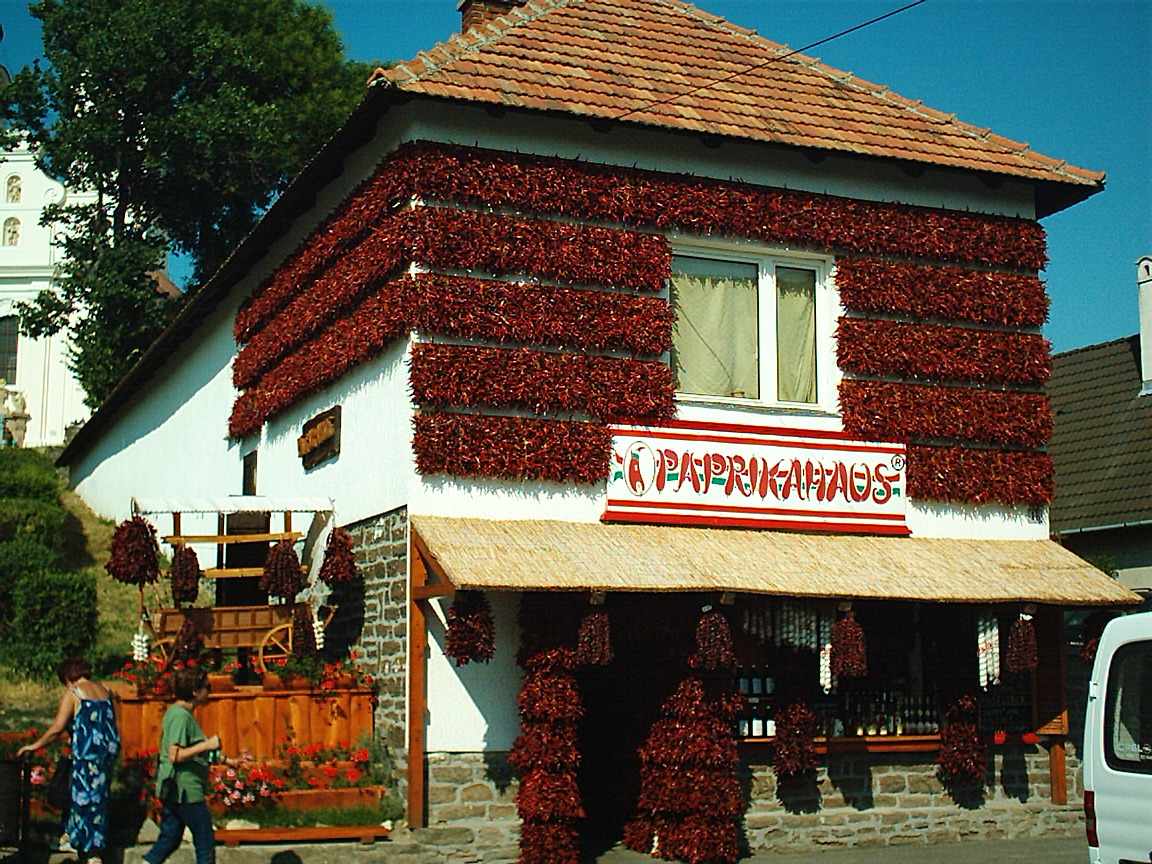
In de zon drogende paprika's (Hongarije).

Grote producenten zijn de Verenigde Staten, Hongarije en Spanje.

## Soorten en smaken

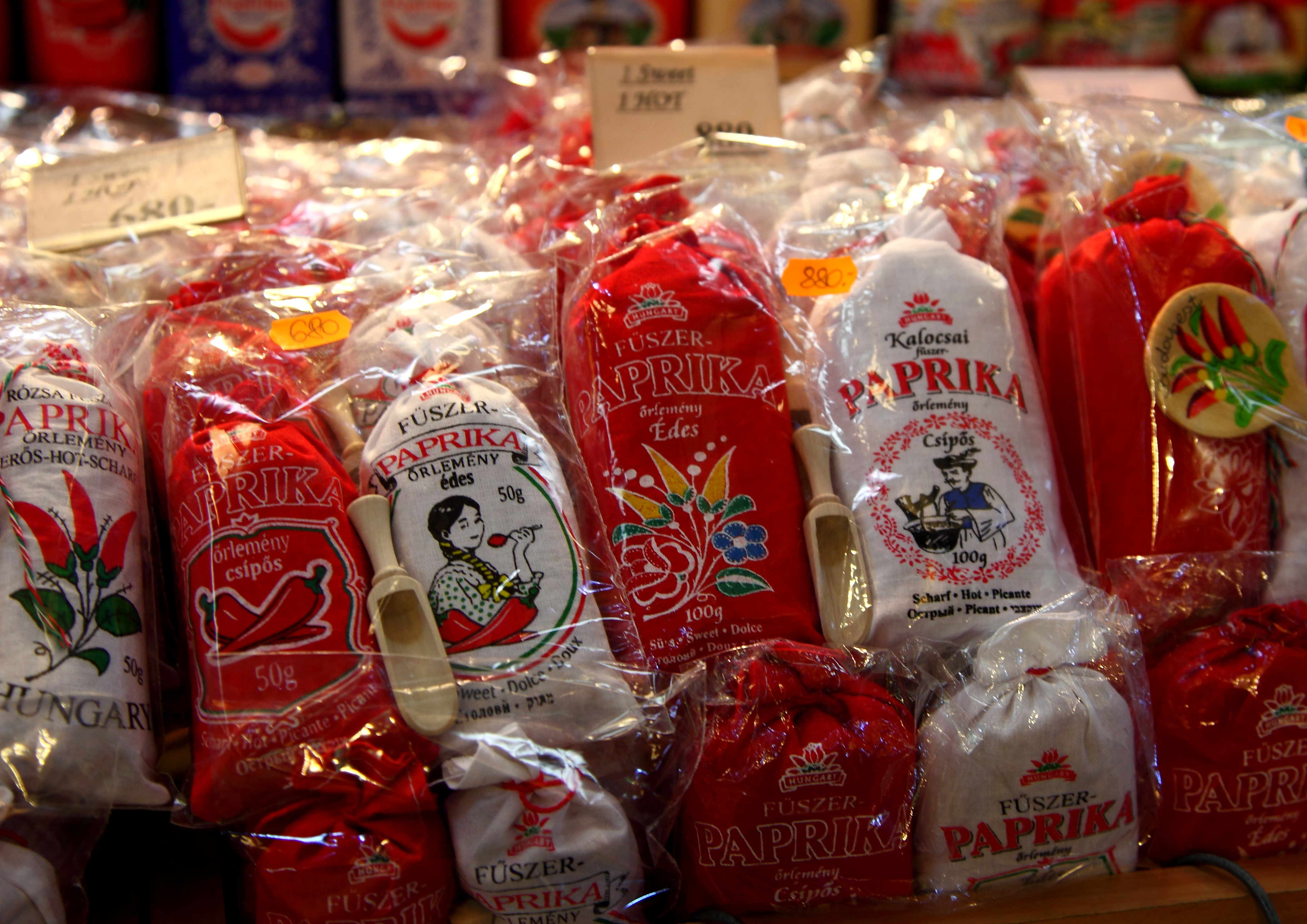
Verschillende soorten paprikapoeder

Er zijn verschillende soorten paprikapoeder:
- de milde soort – met een zoetige smaak, die bereikt kan worden door voor het malen de zaden te verwijderen. Dit is meestal het gewone, in supermarkten verkochte, 'zoete' paprikapoeder.
- de pikante soort – pittig van smaak maar milder dan cayennepeper. Om deze smaak te bereiken worden gedroogde chilipepers mee gemalen waardoor het paprikapoeder ook wat lichter van kleur is dan de 'zoete'. Hoe meer rode pepers worden gebruikt, hoe scherper en lichter het poeder is omdat er relatief veel zaadjes in zitten (overigens zijn alleen de zaadlijsten van de rode peper verantwoordelijk voor de scherpte; niet de zaden). Dit type kan uit Hongarije komen.
- de gerookte soort uit Spanje die er eveneens in een zoete (dulce) en een pittige (picante) variant is. In Spanje heet dit poeder 'pimentón picante' dat bijvoorbeeld in chorizo verwerkt wordt. Die uit de streek rond La Vera in de Extremadura geldt als de beste.[bron?] Pimentón, vooral de 'dulce', is in Spanje net zo gewoon als peper en zout.

Als paprikapoeder te heet wordt, bijvoorbeeld door het meebakken in hete olie, dan verbranden de suikers in het poeder en wordt de smaak bitter.

## Gebruik
Paprikapoeder wordt gebruikt als smaakmaker in zowel warme als koude gerechten, en ook voor decoratieve doeleinden. Soorten gerechten waarin paprikapoeder verwerkt wordt zijn sauzen, salades, soepen, goulash, kip-, vlees- en visgerechten, en in combinatie met bepaalde soorten groenten (zoals kool, bloemkool) en veel Mexicaanse gerechten. In Hongaarse salami wordt paprikapoeder in grote hoeveelheden mede gebruikt ter conservering.
Het poeder is ook een bestanddeel van bepaalde kruidenmengsels zoals chilipoeder, cajunkruiden, en Mexicaanse kruiden.
Voor decoratieve doeleinden wordt het poeder gebruikt op bijvoorbeeld gevulde eieren en slaatjes.

## Voedingswaarde
| dosering | Energie | Eiwitten | Koolhydraten | Vetten |
| -------- | ------- | -------- | ------------ | ------ |
| 100 gram | 1500 kJ | 15 g     | 35 g         | 13 g   |

## Houdbaarheid
Vers paprikapoeder heeft een heldere tomaatrode kleur. Omdat paprikapoeder vocht aantrekt en onder invloed van licht in kwaliteit afneemt, moet het poeder donker en droog bewaard worden, waarbij het poeder goed moet worden aangedrukt. Paprikapoeder gaat snel in smaak achteruit en wordt bruiner en lichter van kleur. Bleek poeder (door licht) of donkerbruin poeder (door vocht) is van inferieure kwaliteit.